# Ulric de Torrenté
Ulric de Torrenté (zm. 1445) – sabaudzki dominikanin, teolog i inkwizytor. Działał na terenie dzisiejszej Szwajcarii, prawdopodobnie przez całe życie związany był z dominikańskim konwentem w Lozannie.
Po raz pierwszy wzmiankowany jest w 1419 jako przeor konwentu w Lozannie. Pod koniec 1423 lub na początku 1424 dominikański prowincjał Francji, któremu podlegał konwent w Lozannie, mianował go inkwizytorem dla diecezji Lozanny, Genewy, Sionu, Metzu, Verdun i Toul oraz archidiecezji Besançon. Nominację tę zatwierdził papież Marcin V w bulli z 18 marca 1424. W 1428 Ulric brał udział w procesach podejrzanych o czary w diecezji siońskiej. Procesy te uważane są za pierwsze masowe polowania na czarownice w historii. Według źródeł kronikarskich pochłonęły one kilkaset ofiar, które skazywano za udział w sabatach, stosunki seksualne z demonami oraz rzucanie uroków i sprowadzanie złej pogody z pomocą szatana. Choć polowanie to było dziełem głównie sędziów świeckich z Valais, niemały udział mieli w nim także dominikanie z Lozanny.
W 1429–1430 Ulric de Torrenté prowadził śledztwo przeciwko waldensom we Fryburgu w diecezji lozańskiej. W jego wyniku trzech członków tej sekty przekazał władzom świeckim w celu spalenia ich na stosie. Następnie w latach 30. XV wieku prawdopodobnie przebywał na którymś z uniwersytetów, gdyż najpóźniej od 1438 nosił tytuł profesora teologii. W latach 1438–1439 ponownie przewodniczył kilku procesom o czary, skazując na stos Pierre'a de la Prélaz (Lozanna, 1438) i Jaquete dou Plain i Enchimandusa le Masseler (Neuchatel, 1439).
W 1438 Torrenté sprawował także funkcję lektora w konwencie w Lozannie, a od 1439 aż do śmierci był ponownie przeorem tego konwentu. Od 1442 był też wikariuszem generalnym Feliksa V, antypapieża wybranego przez Sobór w Bazylei. Zmarł między 19 grudnia 1444 a 21 listopada 1445.
Ulric de Torrenté jest uważany za prawdopodobnego autora anonimowego traktatu teologicznego Errores Gazariorum (ok. 1440), który jest jednym z najstarszych dzieł uznających koncepcję realności zbrodni czarów i lotów na sabat. Alternatywna hipoteza wskazuje na franciszkańskiego inkwizytora Ponce Feugeyrona.